# Reutershagen

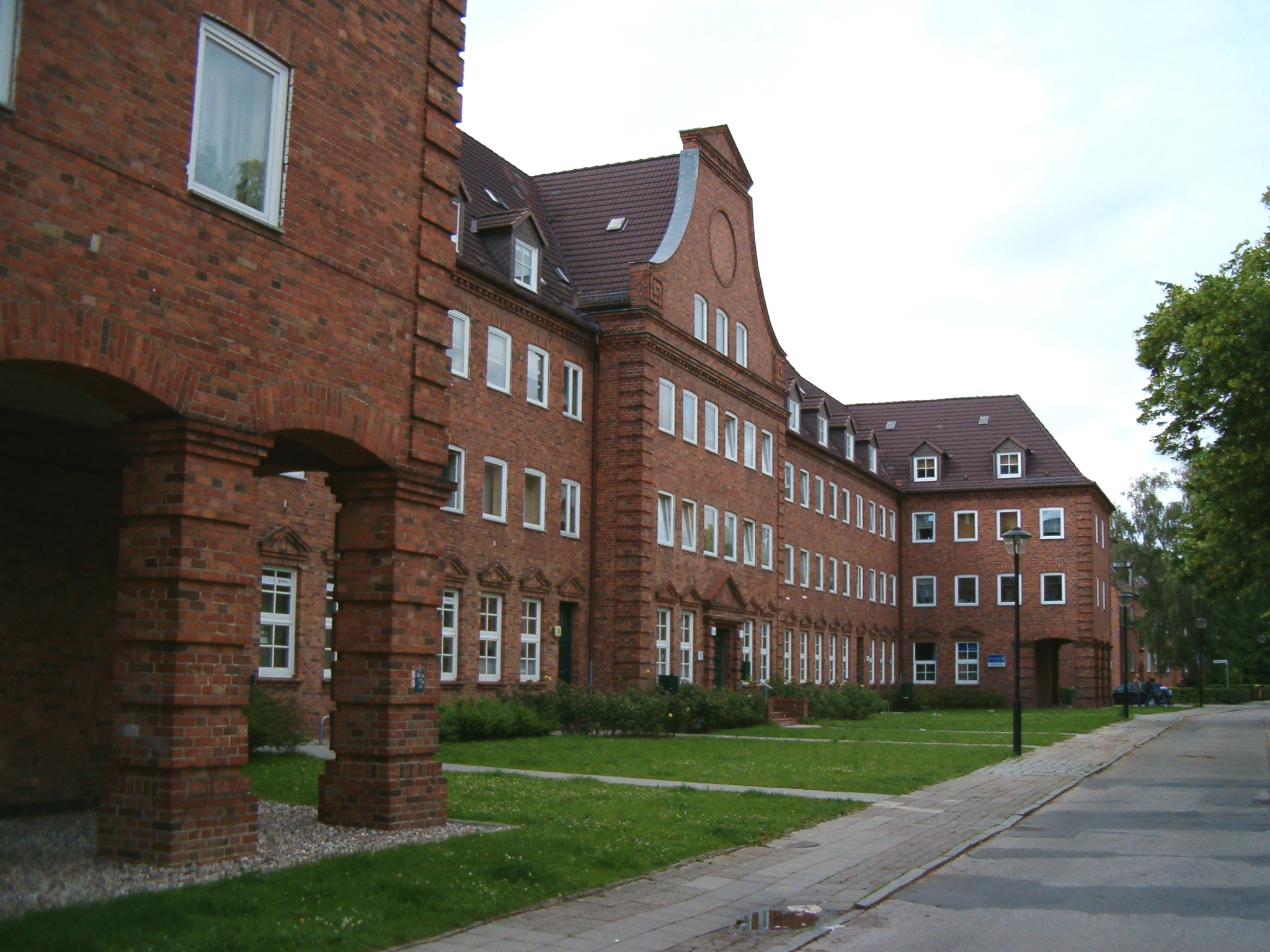
Häuser am Wiener Platz

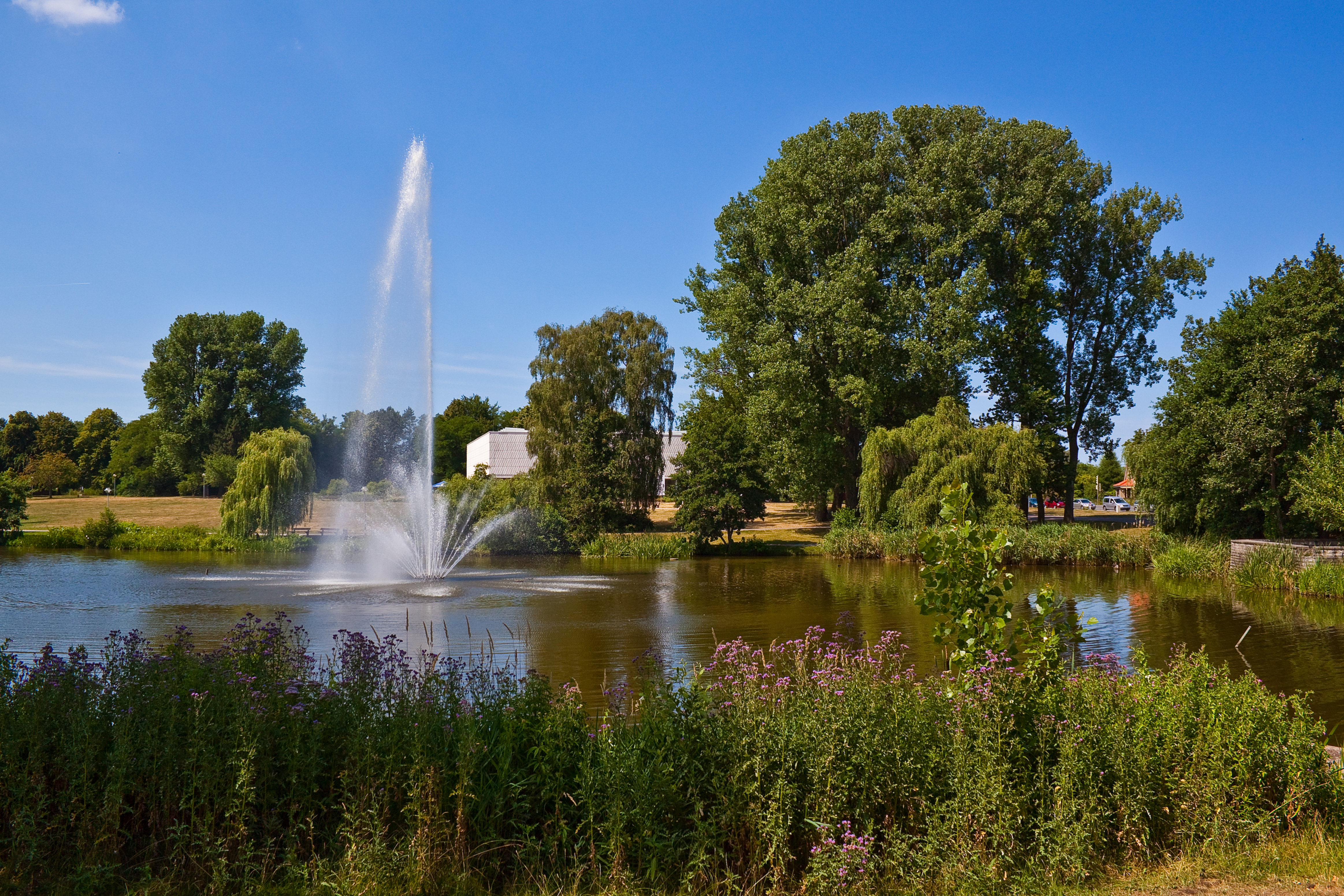
Der Schwanenteich mit der Kunsthalle im Hintergrund

Reutershagen, benannt nach dem niederdeutschen Schriftsteller Fritz Reuter, ist ein Ortsteil von Rostock.

## Geschichte
Im Zuge der durch den Ersten Weltkrieg behinderten Gartenstadtbewegung wurden am 14. Juli 1919 einige Areale des Rostocker Umlandes eingemeindet: Barnstorf, Bartelsdorf, Bramow, Dalwitzhof, Damerow, Kassebohm, Riekdahl und Schnatermann. Die Besiedlung Reutershagens begann ab Herbst 1919 südlich der damals neu angelegten Straßenbahntrasse nach Marienehe. In der ursprünglich als „Kleinsiedlung Barnstorf-Bramow“ geplanten Gartenstadt-Siedlung entstanden 1920 die ersten Häuser am Siedlungsweg (heute Liningweg) und dem zentralen Siedlungsplatz (heute Druwappelplatz). Die Grundstücke mit je ca. 800 m² Einzelfläche sind gepaart mit Doppelhäusern bebaut. Dem Gedanken der Gartenstadtbewegung geschuldet war das Anliegen die Eigen-Erwirtschaftung des Gemüse-Bedarfes im Garten und die höfische Tierhaltung. Zudem wurden die Felder hinter den Häusern von den Anwohnern für Getreide- und Kartoffelanbau gepachtet. Im Weiteren wurde auch der Hawermannweg nördlich und östlich der Straßenbahntrasse bebaut. Die Bezeichnung Reutershagen ist erst ab 1922 belegt und daher wird dieses Jahr als Entstehungsjahr Reutershagens gefeiert.
In einer nächsten Bauphase wurde der Ortsteil ab 1934 um eine Arbeitersiedlung für das neue Werk Marienehe der Ernst Heinkel Flugzeugwerke erweitert. Insbesondere dieser Bereich nördlich der Straßenbahntrasse trägt heute den Namen Alt-Reutershagen. Hier bestimmen Ein- und Zweifamilienhäuser mit Gärten das Ortsbild. Die Straßen sind nach Figuren aus Werken Fritz Reuters benannt.
Ab 1937 entstanden südlich der Straßenbahntrasse das Komponistenviertel und ab 1939 das Viertel um den Wiener Platz (damals als Ostmärkisches Viertel bezeichnet). Charakteristisch für beide Viertel sind die Backsteinfassaden der Häuser. Es gibt sowohl Wohnblöcke als auch eine aufgelockerte Bebauung mit Reihen-, Doppel- und Einfamilienhäusern. Die Mehrzahl der ersten Bewohner beider Viertel waren ebenfalls Arbeiter und Angestellte der Heinkelwerke.
Die Grünanlagen um den 1938 aufgestauten Schwanenteich wurden kriegsbedingt erst 1961 endgültig fertiggestellt. Hier wurde am 15. Mai 1969 die neu gebaute Kunsthalle als Museum für zeitgenössische Kunst eröffnet.
Auf der Alt-Reutershagen gegenüber liegenden Seite der Straßenbahntrasse wurden 1953 bis 1957 die Stadtteile Reutershagen I und ab 1958 Reutershagen II als erste Neubauviertel Rostocks nach dem Zweiten Weltkrieg errichtet. In Reutershagen I – noch mit klassischem Mauerwerk errichtet –  bestimmen Bauten im Stil des sozialistischen Klassizismus das Stadtbild, in Reutershagen II kam erstmals in Rostock die Plattenbauweise zum Einsatz. Insgesamt wurden 9.772 Wohnungen für rund 25.000 Bewohner errichtet.
1975 wurde die evangelisch-lutherische St.-Andreas-Kirche gebaut. Sie war einer von wenigen Kirchenneubauten in der Geschichte der DDR. 1991 wurde das Gymnasium Reutershagen gegründet.
Reutershagen ist ein beliebter Ortsteil wegen seiner lockeren Bebauung, der Nähe zur Innenstadt, der guten Einkaufsmöglichkeiten und den vielen Grünflächen rund um den Schwanenteich. Besonders beliebt ist das südliche Komponistenviertel, das durch seine vielen Doppelhäuser großzügig besiedelt ist und in den Ortsteil Gartenstadt/Stadtweide übergeht.